# Leeds Rhinos

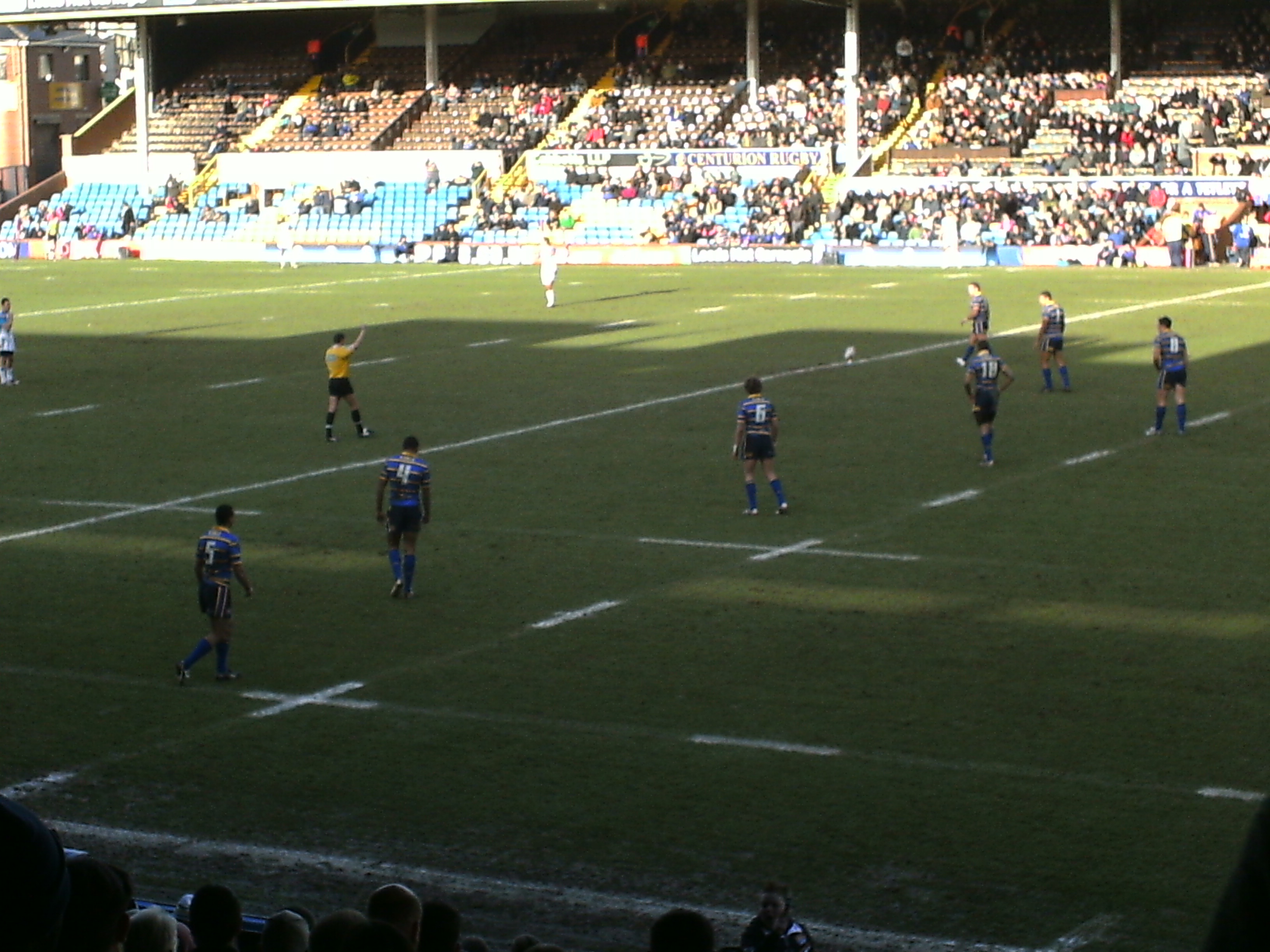
Partido de los Leeds Rhinos contra los Wakefield Wildcats en 2008

Leeds Rhinos es un equipo profesional de rugby league de la ciudad inglesa de Leeds. El club juega en el Estadio Headingley Carnegie.

## Historia
El club fue fundado en 1895 como Leeds RLFC. Leeds RLFC se formó a partir de la anterior Unión de Rugby Club de 'Leeds St Johns'. El actual estadio se compra en una subasta en 1888. Leeds fue miembro fundador de la Unión del Norte, cuando se separó de la Unión de Rugby en 1895. En 1996, en el momento de su entrada en la Premiership, el club cambió su nombre a Leeds Rhinos, al igual que otros clubes en ese momento.

## Estadio
Leeds Rhinos juega en el estadio Headingley Carnegie, situado en el suburbio de Headingley. Tiene una capacidad de 22 500.

## Mascota

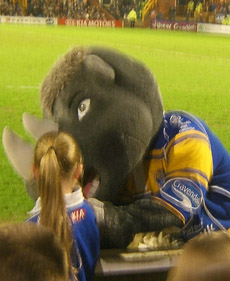
Ronnie Rhino

La mascota Ronnie Rhino (Ronnie rinoceronte) es la mascota oficial del club. Ronnie Rhino asiste a la escuela en Leeds para promover el deporte y la vida sana.

## Palmarés

### Títulos mundiales
- World Club Challenge (3): 2005, 2008, 2012

### Títulos nacionales
- Super League (11): 1961, 1969, 1972, 2004, 2007, 2008, 2009, 2011, 2012, 2015, 2017.
- Challenge Cup (14): 1910, 1923, 1932, 1936, 1941, 1942, 1957, 1968, 1977, 1978, 1999, 2014, 2015, 2020
- League Leaders' Shield (3): 2004, 2009, 2015